# 圣母小堂 (维尔茨堡)

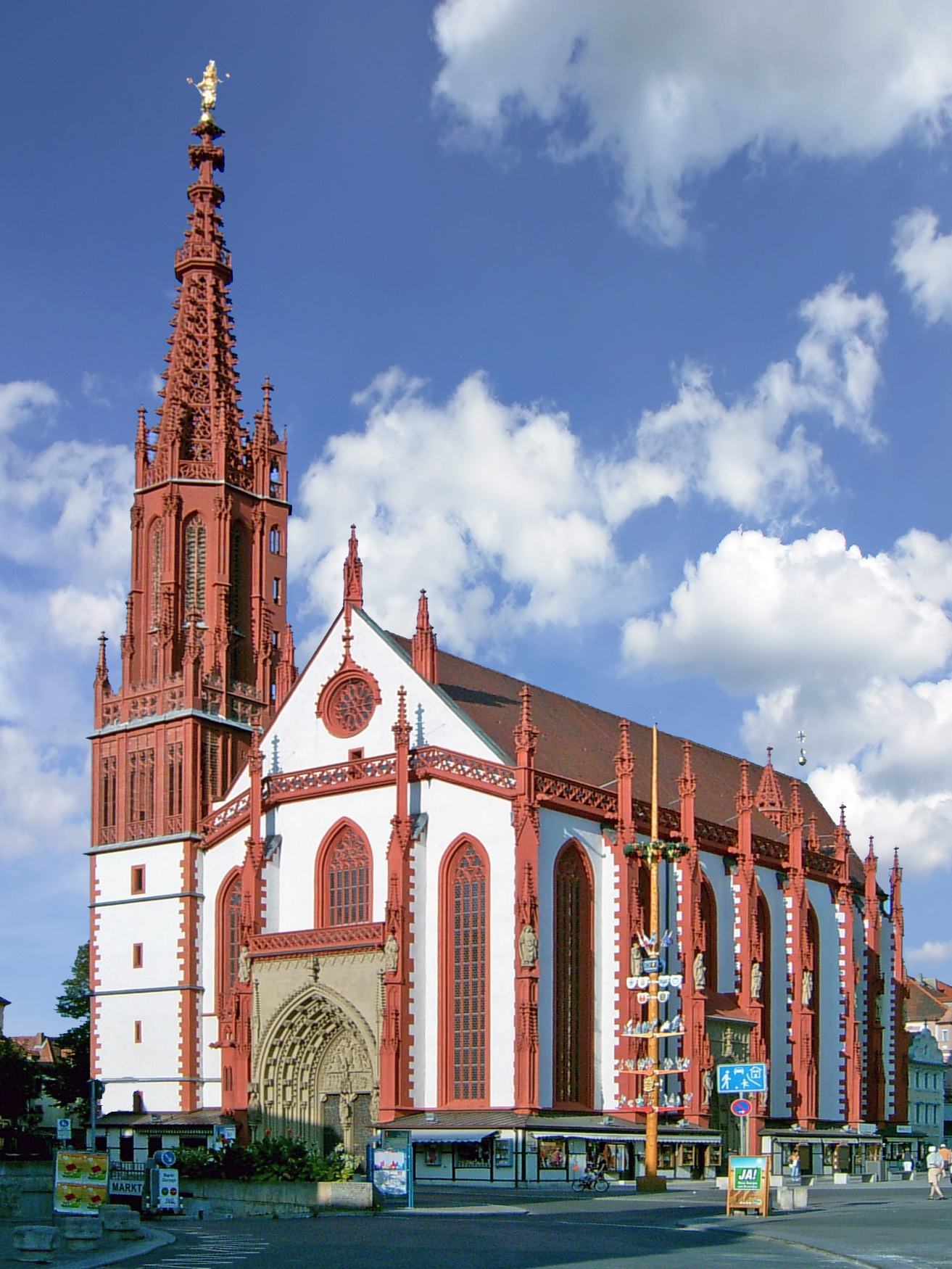
圣母小堂

圣母小堂（Marienkapelle）是巴伐利亚州维尔茨堡市中心集市广场上的一座哥特式教堂。由该市市民设计，兴建在一座犹太会堂的废墟上，工程开始于1377年，100年后建成。这座教堂在第二次世界大战中完全毁坏，因此内部为现代式样。到目前为止，维尔茨堡没有给予这座教堂本堂区圣堂的地位，因此虽然规模较大，但仍然称为小堂（kapelle）。 
堂内有若干独特的艺术品，市场门的亚当和夏娃（1498），12使徒像等。
圣母小堂的一侧毗邻猎鹰之屋（Falkenhaus）。